# Discoglypha parvifloris
Discoglypha parvifloris là một loài bướm đêm trong họ Geometridae.